# Jack Heid
John Sebastien "Jack" Heid (Nova York, 26 de juny de 1924 - Bushkill, Pennsilvània, 27 de maig de 1987) fou un ciclista estatunidenc, un dels pioners entre els ciclistes estatunidencs en competir a Europa després de la Segona Guerra Mundial. Va competir als Jocs Olímpics de 1948. El seu èxit més important fou la medalla de bronze al Campionat del món de velocitat amateur de 1949, on fou el primer estatunidenc en guanyar-hi una medalla des del 1912.